# Diário do Nordeste
Diário do Nordeste é um jornal brasileiro editado em Fortaleza, capital do estado do Ceará. Pertence ao Sistema Verdes Mares, divisão midiática do Grupo Edson Queiroz. Conta com sucursais nas cidades de Crato, Iguatu, Juazeiro do Norte, Limoeiro do Norte e Sobral, no Ceará, Brasília, no Distrito Federal e Recife, em Pernambuco. Sua primeira edição circulou em 19 de dezembro de 1981.
Em 1.º de março de 2021, como parte de uma estratégia para ampliar suas operações digitais, o periódico passou a distribuir suas edições apenas em plataformas online, encerrando, no dia anterior, sua versão impressa. Em nota, o Sindicato dos Jornalistas no Ceará e a Federação Nacional dos Jornalistas lamentaram a medida e solidarizaram-se com os funcionários demitidos como resultado da mesma.

## Prêmios
Prêmio Vladimir Herzog
Menção Honrosa por Fotografia
| Ano  | Obra                | Veículo de comunicação                   | Autor                  | Resultado |
| ---- | ------------------- | ---------------------------------------- | ---------------------- | --------- |
| 2019 | "Direito a Moradia" | Jornal Diário do Nordeste – Fortaleza/CE | Fabiane de Paula Souza | Venceu    |

Prêmio Vladimir Herzog de Texto
| Ano  | Obra                                                    | Veículo de mídia                  | Autor | Resultado |
| ---- | ------------------------------------------------------- | --------------------------------- | --- | --------- |
| 2019 | "Matança da PM em Milagres e a invenção da resistência" | Diário do Nordeste – Fortaleza/CE | Antônio Melquíades Júnior, Messias Vasconcelos Borges, Emerson Rodrigues da Silva, Kílvia Muniz Silveira, Creuza Amorim Pitombeira, Thiago Gadelha, João Lucas Rosa, Abrahan Lincoln de Souza, Raimundo César Benevides | Venceu    |

Outros
- 2015: ganhou o Prêmio Prefeitura de Fortaleza de Jornalismo na categoria Jornalismo Impresso, pela matéria "Juventude Presente", da jornalista Karine Zaranza[6]